# Agua Caliente Springs
Agua Caliente Springs es un área no incorporada ubicada del condado de San Diego en el estado estadounidense de California. La localidad se encuentra ubicada al norte de la Interestatal 8. En ella se encuentra el Aguas Caliente Springs Park. La localidad también cuenta con una pista de aterrizaje a 95 millas al este de San Diego.